# Mattenklopper

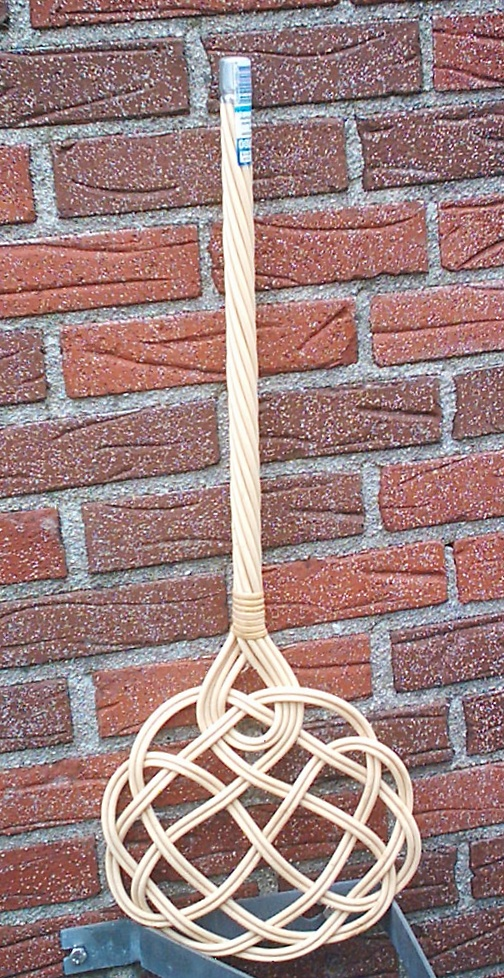
Een (2-slag) mattenklopper

De mattenklopper is een van wilgentenen of rotan gevlochten hulpmiddel waarmee matten en kleden worden uitgeklopt. Die worden over een houten rek gehangen, waarna de men het stof uit de kleden slaat.
Het aantal strengen bepaalt hoe stug of hoe slap de mattenklopper is. Als het gevlochten deel (niet de steel) met twee strengen is gemaakt, spreekt men van een 2-slag mattenklopper.

Een 2-slagmattenklopper is erg slap, een 3-slagmattenklopper met 3 strengen is het meest gebruikt, een 4-slagmattenklopper is stevig. In Nederland en België was de mattenklopper een heel gewoon gebruiksvoorwerp, buiten Nederland en België komt de mattenklopper bijna niet voor.
Tot ver in de jaren zeventig van de twintigste eeuw was in de meeste huishoudens wel een mattenklopper te vinden, die behalve op de kleden soms ook op de billen van stoute kinderen werd gebruikt, waarop ze een fraai gevormde maar pijnlijke afdruk achterlieten. Tegenwoordig wordt vrijwel uitsluitend nog gebruikgemaakt van de stofzuiger om stof en vuil uit kleden te verwijderen.
De mattenklopper is het symbool geweest van het Simplisties Verbond, een fictieve organisatie waarmee Kees van Kooten en Wim de Bie op de beeldbuis verschenen. De mattenklopper stond voor het uitkloppen van stoffige zaken en het bestraffen van zaken die niet in orde zijn.